# Joseph Guyot de Lespart
Pour les articles homonymes, voir Joseph Guyot, Guyot et Lespart.
Joseph-Florent-Ernest Guyot de Lespart est un général français, né le 30 mars 1808 à Laurière et mort le 2 septembre 1870 à Sedan.

## Biographie
Joseph Guyot de Lespart intègre la 8e promotion de l’École spéciale militaire de Saint-Cyr (1825-1827). Issu du corps d’État-major, il est promu général de brigade le 26 mai 1859, puis général de division le 16 décembre 1869.
Il a été fait commandeur de la Légion d’honneur en 1859.
Ancien commandant de la subdivision de la Sarthe, il est à la tête de la 3e division d’infanterie du 5e corps d’armée français lors de la bataille de Frœschwiller-Wœrth le 6 août 1870. Mortellement frappé lors de la bataille de Sedan le 1er septembre 1870, il succombe à ses blessures le lendemain.